# Union des coordinateurs de la révolution syrienne
 (janvier 2013).
Si vous disposez d'ouvrages ou d'articles de référence ou si vous connaissez des sites web de qualité traitant du thème abordé ici, merci de compléter l'article en donnant les références utiles à sa vérifiabilité et en les liant à la section « Notes et références ».
L’Union des coordinateurs de la révolution syrienne (UCRS) (en anglais, « Syrian Revolution Coordinators Union », SYRCU) (arabe : اتحاد تنسيقيات الثورة السورية) est une organisation composée de membres de différents groupes de coordination des manifestations dans toute la Syrie. Née au début de la révolution en 2011, son objectif est de renverser le régime autoritaire de la famille Assad par une résistance pacifique. Sa mission est de représenter le mouvement civil sur le terrain, politiquement et socialement, de coordonner et d'unifier les actions mais aussi de constituer une base pour un conseil de la jeunesse et des militants de la révolution afin de protéger ses objectifs et les réaliser.
L'Union comprend plus de 216 groupes de coordination, conseils, assemblées et un comité local chargé de coordonner le mouvement révolutionnaire des manifestations. L'objectif de l'UCRS est « de construire une Syrie démocratique, un État de droit, qui garantirait que les droits civils et humains soient respectés ». L'UCRS vise « à mettre fin aux 40 ans de pouvoir exercé par les membres de la famille Assad, un objectif renforcé après que le régime a commencé à utiliser la force létale contre des manifestations pacifiques demandant réformes et liberté en mai 2011 dans la ville méridionale de Daraa Syrie ». 

## Histoire
D'après la journaliste Sofia Amara, qui a enquêté en Syrie au début de la révolution, l'Union des coordinateurs de la révolution syrienne (UCRS) voit le jour « rapidement » après le succès des premières journées de mobilisation du 15 et 18 mars 2011. En août 2011, Amer el-Sadeq, l'un des porte-paroles de l'UCRS, décrit la naissance de l'UCRS à France 24 ainsi : « Dès que la contestation a commencé, des militants opposés au régime de Bachar al-Assad se sont rassemblés dans différentes régions du pays pour relayer les informations et discuter de différents sujets. Peu à peu, nous avons commencé à nous connaître les uns les autres et nous avons décidé de créer cette organisation, pour mutualiser nos forces. Nous pouvons ainsi coordonner nos actions sur le terrain et être représentés politiquement et médiatiquement ».
Les membres organisent sur le terrain les manifestations, les filment, puis mettent en ligne les vidéos sur leur site internet. Ils envoient aussi ces vidéos aux agences de presse syriennes et internationales. Ils communiquent entre eux via internet, qui est leur outil de travail principal. La plupart des membres, même s'ils sont en contact permanent via le web, ne se sont jamais rencontrés. Ils utilisent pratiquement toujours des pseudonymes. Sofia Amara a rencontré un jeune coordinateur de l'UCRS prénommé Imad. Celui-ci a une page publique sur Facebook, mais aussi un groupe privé dont il est administrateur. Selon Sofia Amara, ce groupe privé compte 80 membres qui représentent toutes les régions du pays, divisé en quarante zones par les activistes, deux membres étant affecté à chaque zone. En août 2011, selon France 24 : « Le SRCU compte 77 représentants de différentes coordinations locales. Le réseau est présent dans presque toutes les villes mobilisées du pays. Chaque jour, de nouveaux groupes se joignent au mouvement ».
Chaque vendredi en Syrie ont lieu des manifestations. Selon Sofia Amara, le groupe privé Facebook administré par Imad « décide des slogans, des lieux de rassemblement, du nom que portera chaque vendredi, en collaboration avec les administrateurs des principaux autres réseaux proches de l'Union ». Le jour où Sofia Amara rencontre Imad, administrateur à l'UCRS, un vote se déroule par internet sur la question suivante : « Êtes-vous pour ou contre le fait de filmer, au début de chaque manifestation, une banderole indiquant la date et le lieu du rassemblement ? ». Il s'agit de contrer la propagande des autorités syriennes qui jettent le doute sur l'authenticité des vidéos, et de la télévision d’État qui filme des quartiers calmes des localités où se déroulent les manifestations et affirme que le pays est sous contrôle. « Pour » est le vote gagnant et les banderoles seront signées « Union des coordinateurs de la révolution syrienne », pour montrer leur présence sur le terrain, mais aussi afficher l'unité des manifestants quel que soit le réseau auquel ils appartiennent.
Selon un article de France 24 d'août 2011, les jeunes militants en Syrie disposent chacun de leur propre réseau, comme l'UCRS, The Syrian revolution 2011, Shaam News Networks, The Syrian Days of Rage, With you Syria, etc. Interviewé à ce sujet, Amer el-Sadeq, porte-parole de l'UCRS, estime que personne ne peut revendiquer être le « leader » des manifestations, et en veut pour preuve que de très nombreux militants extrêmement actifs ont été arrêtés et que malgré cela le mouvement continue, prenant toujours davantage d'ampleur. Chaque vendredi, les Syriens n'ont besoin de personne pour descendre dans la rue, et Amer el-Sadeq ajoute : « Pendant les manifestations, nous servons surtout à amener des banderoles, à diffuser les slogans ou les chants, à encadrer le parcours du cortège... Mais c'est tout ».
En janvier 2012, après que Bachar al-Assad a refusé de quitter le pouvoir à la demande de la Ligue arabe, cette dernière semble ouvrir la porte à une plus grande implication de la communauté internationale en Syrie, y compris une intervention militaire. La porte parole du département d'État américain, Victoria Nuland, qualifie ce positionnement de la Ligue arabe de « remarquable ». Mais les activistes syriens sont mécontents. Un représentant de l'UCRS déclare : « Nous persisterons jusqu'à la chute du régime, croyant en Dieu et faisant confiance à l'armée héroïque syrienne libre ». Selon The Washington Post, l'UCRS fait référence à « l'armée rebelle mal organisée qui revendique la responsabilité d'un nombre croissant d'attaques contre les forces de sécurité syriennes »
. 
En octobre 2012, le politologue Volker Perthes (de) estime que les mouvements d'opposition en Syrie doivent « se rendre compte que l’absence d’intervention décisive internationale » découle en partie du fait que la « communauté internationale attend que l’opposition syrienne désorganisée se transforme en une force cohérente et efficace ». Selon le politologue, cela « implique la création d’une plateforme commune qui représente tous les groupes concernés, notamment les comités de coordination du pays, l’Union des coordinateurs de la révolution syrienne et les conseils militaires de l’Armée syrienne libre.

## Jeunesse sans affiliation politique et défendant le pluralisme religieux
Selon Michel Kilo, la présence d'un régime policier « violent », qui a instauré « 40 ans de terreur », a poussé la population à créer une « société de substitution » sur internet, celle des réseaux sociaux qui permet un minimum de liberté. Le pilier de cette société de substitution sont les jeunes. Selon Sofia Amara, les membres de l'UCRS et des autres réseaux clandestins sont des étudiants, de jeunes diplômés, sans affiliation politique, leur âge dépasse rarement 30 ans.
En août 2011 a lieu une réunion en Allemagne à Berlin visant à créer une section étrangère de la coalition des forces d'opposition au régime de Bachar al-Assad. A cette occasion, Amer el-Sadeq, porte-parole de l'UCRS qui se trouve lui à Damas en Syrie, déclare au sujet des « opposants historiques » au régime syrien : « Nous ne voulons pas remplacer ces opposants après la révolution ni transformer nos réseaux en partis politiques. Nous voulons simplement faire tomber le régime et créer un espace politique entièrement libre. En revanche, nous serons toujours là pour surveiller les actions de ceux qui seront au pouvoir. »
Imad, administrateur à l'UCRS, témoigne avoir scandé comme premier slogan pendant les manifestations de mars 2011 : « Nous voulons la liberté / Islam et chrétienté / Sunnites, Druzes et Alaouite / Nous voulons la liberté ! ». Imad affirme l'avoir fait tant par conviction que pour empêcher le régime de brandir la menace de dissensions confessionnelles menant à une guerre civile. Cela n'empêcha pas le régime de le faire, mais Imad continua à afficher simultanément la croix et le croissant.

## Insécurité
Selon Amer el-Sadeq, porte-parole de l'UCRS, la sécurité est une préoccupation principale. Les téléphones portables peuvent être repérés. Par ailleurs, les téléphones satellitaires ont un signal « très fort » facile à localiser. Le moyen de communication le plus sûr est Skype.
Amer el-Sadeq déclare : « Dès qu'un activiste est repéré par le parti Baas ou les services de sécurité, il risque d'être arrêté. Ils font du porte-à-porte pour venir chercher les gens. Ensuite, certains sont tués au cours de leurs détentions et leurs familles ne récupèrent que leurs corps. D'autres ont été emmenés il y a plus de quatre mois et nous n'avons aucune nouvelle d'eux. Pendant les manifestations, le principal risque, c'est de se faire tirer dessus par l'armée ou les milices. Si vous n'êtes pas tué mais simplement blessé, vous risquez d'être emmené dans l'un des hôpitaux du gouvernement. Nous savons qu'il y a aussi beaucoup de meurtres dans ces endroits là. Du coup, nous essayons de mettre en place des hôpitaux de campagne en marge des rassemblements, pour soigner les manifestants blessés, mais c'est aussi très dangereux. Il faut bouger souvent, déplacer tout le matériel. »
Imad, administrateur à l'UCRS, affirme avoir été emprisonné et torturé à plusieurs reprises, et que son père a été battu devant lui pour pousser le jeune militant à dénoncer ses camarades. Son père déclare au sujet de cet épisode qu'il n'en a pas voulu à son fils : « C'est normal. C'est à nous, les vieux, de payer le prix de quarante ans de silence et de soumission. Pourtant, c'est vous qui allez casquer ». Le dernier séjour d'Imad en détention a duré quinze jours. Il a été relâché car ses interrogateurs n'ont pas réussi à déceler les données de sa clé USB, des vidéos de manifestations et de militants torturés, ainsi que des communiqués révolutionnaires, destinés à être mis en ligne sur Internet. Imad déclare au sujet de cette incarcération : « Ce n'est pas tant la torture qui m'a détruit que l'humiliation. Le plus dur a été d'être forcé à se déshabiller durant les interrogatoires. Totalement nu devant ces « bêtes », j'ai senti qu'il n'y avait plus rien d'humain en moi. Ils m'avaient privé de mon humanité. »
Pourtant, Imad est persuadé que la lutte doit continuer, car une révolution inachevée rimerait avec suicide : Bachar al-Assad possède « nos photos, nos noms, nos adresses. Si on recule, on se fera tous choper les uns après les autres et, au mieux, on sera jetés en prison pour dix ans, pour atteinte au prestige de l’État. » La journaliste Sofia Amara qui a rencontré Imad raconte une soirée du jeune administrateur : « C'est l'heure de la manifestation du soir, les trente minutes qui constituent le couronnement du travail quotidien des cyber-militants, les trente minutes où tout peut basculer aussi ». Imad affirme : « Quand on va à une manifestation, on sait qu'on a trois possibilités : être tué, être arrêté ou rentrer à la maison. Les dix premières minutes sont les plus effrayantes. Mais quand vous avez hurlé, pendant dix minutes, "Dégage, le peuple ne veut plus de toi", et quand vous ressentez cette liberté qu'aucun Syrien n'a éprouvée en quarante ans, alors vous n'avez plus de peur. Vous oubliez que vous allez peut-être vous faire tirer dessus. Vous n'entendez même plus les tirs quand ils commencent. Vous pensez que ce sont des feux d'artifice. »
Sofia Amara raconte qu'après sa dernière incarcération, Imad s'est retrouvé sur une liste des renseignements de l'armée de l'air. Pour échapper aux contrôles d'identité, il ne circule plus et a arrêté ses études. Les charges qui pèsent contre lui sont : « Participation à des manifestations, incitation à manifester, prises d'images lors de manifestations, atteinte au prestige de l’État et affaiblissement du sentiment national et du moral de la nation. »

## Soutenir le journalisme
L'Union a aidé un certain nombre de militants et de journalistes couvrant les mouvements sociaux à relayer les nouvelles sur leur territoire, en leur fournissant équipements de base et formation.

## Travail humanitaire et médical
L'Union des coordinateurs de la révolution syrienne mène, grâce à des groupes locaux humanitaires et médicaux, de nombreuses activités humanitaires ainsi que la mise en place d'hôpitaux de campagne. En réponse à l'aide humanitaire provenant du monde entier, le régime syrien a entravé le travail de toute ONG syrienne ou étrangère qui aident les blessés et les réfugiés. Grâce aux donateurs syriens et étrangers, l'UCRS achemine des boîtes de nourriture ainsi que du matériel médical pour les hôpitaux de campagne sur les différentes zones en détresse.
Depuis le début de l'insurrection contre le régime syrien, tout civil ou manifestant blessé par les forces du régime, l'armée ou les milices Shabiha sont traités par des médecins et des docteurs bénévoles dans des sites improvisés, des maisons ou des hôpitaux de campagne. Équiper et cacher le matériel sur le terrain est a été l'une des tâches les plus risquées et fastidieuse durant le soulèvement. A plusieurs occasions, les forces de sécurité du régime ont payé des informateurs locaux pour localiser et détruire le matériel déposé par l'UCRS.

## Approche de l'UCRS
L'Union des coordinateurs de la révolution syrienne (UCRS) est une entité civile sans but lucratif qui regroupe les coordinateurs de manifestations anti-régime partout en Syrie.
L'UCRS croit à des manifestations, des grèves, des slogans politiques, la désobéissance civile et d'autres actions non-violentes, estimant qu'il s'agit des outils les plus efficaces pour atteindre l'objectif de la révolution syrienne. L'UCRS croit aussi que c'est la meilleure approche pour mettre en place un processus de démocratisation en Syrie tout en limitant les pertes en vies humaines.
Même si L'UCRS ne prend pas les armes pour sa cause, elle estime que son mode d'action est légitimée par les défections d'officiers et soldats, d'anciens militaires, ou d'autres personnes. Ces gens, qui sont maintenant réunis dans l'Armée syrienne libre, ont vu des familles assassinées de sang-froid devant à leurs propres yeux et ont décidé qu'ils devraient défendre leurs quartiers, les familles et les biens en utilisant une force létale bien plus limitée que celle utilisée par le régime de la famille Assad.
L'Union des coordinateurs de la révolution syrienne (UCRYS) croit que soins médicaux et aide humanitaire doivent être fournies à toute personne dans le besoin, indépendamment de son appartenance. Cela s'applique donc aux soldats qui ont été arrêtés et qui luttaient aux côtés du régime d'Assad. L'UCR approuve aussi les conventions internationales à cet égard, y compris, mais sans s'y limiter, les quatre conventions de Genève et les trois protocoles convenus après eux.
L'UCRS estime également que la communauté internationale, représentée par ses grandes entités comme les Nations unies, la Ligue arabe et d'autres, devrait prendre la responsabilité d'amener tous ceux qui commettent des crimes contre le peuple syrien à rendre des comptes devant la loi. L'UCRS a soutenu tous les plans de ce type présentés par la communauté internationale, y compris l'initiative de Kofi Annan, qui visait la fin des violences et la libération de tous les prisonniers. Concernant tous les plans qui ont été présentés, L'UCRS a clairement fait savoir à plusieurs reprises que ses objectifs recoupent les mêmes points. L'UCRS croit en ses droits à continuer son mouvement social et refuse tout dialogue avec le régime avant qu'il ne retire l'armée des villes, relâche tous les prisonniers politiques et militants, avoue les crimes qu'il a commis et s'apprête à passer la main à un autre pouvoir en Syrie.